# ميلاني سيغر
ميلاني سيغر (بالألمانية: Melanie Seeger)‏ (و. 1977  م) هي منافسة ألعاب القوى من ألمانيا، وألمانيا الشرقية، ولدت في براندنبورغ آن در هافل، شاركت في الألعاب الأولمبية الصيفية 2008، والألعاب الأولمبية الصيفية 2012، والألعاب الأولمبية الصيفية 2004.

## روابط خارجية
- ميلاني سيغر على موقع الاتحاد الدولي لألعاب القوى (الإنجليزية)
- ميلاني سيغر على موقع أوليمبيديا (الإنجليزية)
- ميلاني سيغر على موقع اللجنة الأولمبية الألمانية (الألمانية)